# Громыкино
Громыкино — деревня в Медынском районе Калужской области Российской Федерации. Входит в сельское поселение «Село Кременское».

## Физико-географическое положение
Ближайшие населённые пункты: Подсосенки, Воскресенки.
Стоит на реке Дынка.

## Население
| 2002 | 2010 |
| ---- | ---- |
| 25   | ↘15  |

## История
В 1782 году Грамыкина — деревня на правой стороне речки Дынке вместе с селом Кременское во владении Коллегии экономии, прежде — Николо-Угрешского монастыря.
По данным на 1859 год казённая деревня Громыкино состояла из 15 дворов, в которых проживало 151 человек. После реформы 1861 года деревня вошла в состав Кременской волости Медынского уезда. В 1870-х на 26 дворов приходилось 147 жителей, имелась своя красильня. В 1892 году в деревне насчитывалось 221, в 1912 — 156 жителей и имелась земская школа.